# Приветное (Ровненская область)
Приветное (укр. Привітне) — село в Млиновской поселковой общине Дубенского района Ровненской области Украины.
До 2020 года входило в Млиновский район.
Население по переписи 2001 года составляло 409 человек. Почтовый индекс — 35123. Телефонный код — 3659. Код КОАТУУ — 5623884001.